# Движение 23 марта
«Движение 23 марта» — конголезская повстанческая группировка, образованная на базе НКНО. Представляет интересы этнического меньшинства тутси и действует на востоке страны. Своё название получила от даты мирных переговоров 2009 года, когда повстанцы тутси были легализованы и влились в состав действующей армии.

## История
В апреле 2012 года боевики-тутси вновь подняли восстание. Его лидером стал генерал Боско Нтаганда. Летом 2012 года к подавлению мятежа тутси присоединились войска ООН.
20 ноября 2012 года повстанцам удалось одержать крупную победу, захватив административный центр Гома. Как сообщалось, поддержку мятежникам оказывали правительства Уганды и Руанды
Позже в самой повстанческой группировке произошёл раскол, и Боско Нтаганда, имея опасения на счёт своей жизни, сдался в американское консульство в Руанде.
5 ноября 2013 после тяжёлого военного поражения движение самораспустилось.
12 декабря власти Демократической республики Конго подписали с группировкой M23 мирное соглашение. Церемония подписания, которая прошла в Найроби, должна была состояться ещё 11 ноября в Уганде. Однако тогда подписание было отложено, поскольку стороны не могли прийти к согласию по поводу того, как назвать документ: соглашением или декларацией.
20 октября 2022 года группировка начала наступление на востоке ДР Конго, вынудив тысячи людей бежать. После нападений конголезское правительство обвинило Руанду и президента Поля Кагаме в поддержке повстанцев. Руанда отрицает причастность к боевым действиям. В ноябре 2022 года повстанцы M23 приблизились к городу Гома, вынудив около 180 000 человек покинуть свои дома.
27 января 2025 года группировка захватила Гому. 16 февраля был оккупирован Букаву.
17 марта 2025 года Руанда объявила о разрыве дипломатических отношений с Бельгией, бывшей метрополией Руанды и ДР Конго.
27 июня 2025 года Демократическая Республика Конго и Руанда заключили мирное соглашение, одним из пунктов которого является разъединение, разоружение условная интеграция негосударственных вооруженных групп.
19 июля 2025 года группировка подписала декларацию принципов, которая обязывает их к постоянному прекращению огня.